# Jan Oudegeest
Jan Oudegeest (Utrecht, 5 augustus 1870 - Oegstgeest, 10 oktober 1950) was een Nederlands vakbondsleider en sociaaldemocratisch politicus.

## Biografie
Oudegeest werd geboren te Utrecht als zoon van een wagenmaker. Hij werd christelijk opgevoed en werd klerk. Hij ging werken bij de administratie van de Staatsspoorwegen. Hij werd lid van de Nederlandsche Vereeniging van Spoorwegambtenaren (NV), waar hij later voorzitter van werd en waarin hij sociale hervormingen aanbracht, opdat het lagere spoorwegpersoneel ook lid kon worden. Hij deed mee aan stakingen, wat de leiding hem niet in dank afnam. Hij kwam als gemeenteraadslid in de gemeente Utrecht. Hij verhuisde naar Amsterdam en kwam daar opnieuw in de raad.
Tijdens de Eerste Wereldoorlog toont Oudegeest zich een Vaderlandsgezind persoon, door mee te helpen de samenleving stabiel te houden in plaats van te ontwrichten. Aan het eind van de Eerste Wereldoorlog is Oudegeest een tegenspeler van Pieter Jelles Troelstra tijdens de 'Vergissing van Troelstra'. Toch was Oudegeest geen anti-revolutionair, hij vond dat de revolutie alleen te snel en gewelddadig ging. Hij vond dat de SDAP 'de revolutie in goede banen moest leiden'.
In deze dagen was Oudegeest voornamelijk actief voor de internationale socialistische beweging. Hij was in 1918 tot lid van de Tweede Kamer gekozen, maar stelde zich in 1922 niet opnieuw beschikbaar, door alle tijd die het werk hem kostte. Zo moest hij veel reizen. Door dit internationale optreden raakte Oudegeest minder bekend in eigen land. Zo nam hij deel aan de oprichting van de Internationale Arbeids Organisatie (IAO) van de Volkenbond. Hij wilde zelf graag in die organisatie de permanente afgevaardigde van de Nederlandse vakbonden worden. Het Hof van Justitie besloot echter in 1921 dat men het om en om moest doen met een lid van de confessionele partijen. In 1927 stelde Oudegeest zijn functie beschikbaar, door de Britse keuze om met de Sovjet-Unie samen te werken, met de boodschap dat politiek en de vakbond goed gescheiden konden worden.
Na het aftreden van Willem Vliegen, werd Oudegeest in 1927 voorzitter van de SDAP, een functie die hij bekleedde tot 1934. In 1934 trad hij af omdat hij meende naar het aantreden van Adolf Hitler in Duitsland dat het tijd werd voor een jongere voorzitter. Hij overleed op 10 oktober 1950 aan een keelkwaal.

## Publicaties
- De vakbeweging. Eenige beschouwingen over ontstaan, doel en middelen der vakorganisatie (Rotterdam 1904)
- 'De Bakermat' in: Na tien jaar 1894-1904. Gedenkschrift bij het tienjarig bestaan der SDAP (Amsterdam 1904) 135-147
- (met I.G. Keesing) Praktische handleiding voor vakvereenigings-administratie (Amsterdam 1907)
- Breekt Uw kluisters. Een pleidooi voor invoering van een wettelijk geregelden 10-urigen arbeidsdag voor volwassenen (Amsterdam 1908)
- Stenographisch verslag van het openbaar debat tusschen de heeren H. Kolthek Jr. secretaris van het NAS en J. Oudegeest voorzitter van het NVV gehouden op 20 December 1909 in het Concertgebouw te Amsterdam (Amsterdam 1909)
- Vakarbeiders, strijdt mee! Een woord over het verband tusschen de Vakbeweging en het Algemeen Kiesrecht (Amsterdam 1911)
- Algemeen kiesrecht en vakbeweging (Amsterdam ca. 1917)
- 'De vak-organisatie van vrouwen' in: C.M. Werker-Beaujon, C. Wichmann, W.H.M. Werker (red.), De Vrouw, de vrouwenbeweging en het vrouwenvraagstuk. Encyclopaedisch handboek (Amsterdam 1918) deel II, 265-286
- 'Partij en vakbeweging' in: Gedenkboek ter gelegenheid van het 25-jarig bestaan van de SDAP in Nederland (Amsterdam 1919) 63-65
- 'Karl Legien overleden' in: De Socialistische Gids, 1921, 121-127
- Naar den opgang (Amsterdam 1924)
- Veel geld voor staatspensioen! Géén geld voor oorlog! (Amsterdam ca. 1924)
- Die Sozialgesetzgebung. Mit einer Darstellung über die Sozialgesetzgebung nach dem Kriege (Amsterdam 1924)
- De sociale wetgeving (Amsterdam 1925)
- Niet bij brood alleen (Amsterdam 1930)
- Kerk, Klassenstrijd en Vakbeweging (Amsterdam 1946).